# Soublecause
Soublecause település Franciaországban, Hautes-Pyrénées megyében. Lakosainak száma 174 fő (2022. január 1.). Soublecause Hères, Bétracq, Caussade-Rivière, Hagedet, Labatut-Rivière és Madiran községekkel határos.

## Népesség
A település népessége az elmúlt években az alábbi módon változott:
| Lakosok száma | 182  | 192  | 190  | 187  | 184  | 180  | 177  | 176  | 174  |
|               | 2013 | 2015 | 2016 | 2017 | 2018 | 2019 | 2020 | 2021 | 2022 |